# Dicraeus antennatus
Dicraeus antennatus är en tvåvingeart som beskrevs av Ismay 1984. Dicraeus antennatus ingår i släktet Dicraeus och familjen fritflugor. Inga underarter finns listade i Catalogue of Life.